# Tountré-Poli
Tountré-Poli est une commune située dans le département de Déou, dans la province d'Oudalan, région du Sahel, au Burkina Faso.